# Josef Broul
Josef Broul (25. prosince 1906 Kbelnice – 8. září 1943 Věznice Plötzensee) byl československý důstojník a odbojář v období druhé světové války popravený nacisty.

## Život

### Před druhou světovou válkou
Josef Broul se narodil 25. prosince 1906 ve Kbelnici u Jičína v rodině rolníka Josefa Broula a Hedviky, rozené Hlaváčkové. Stal se vojákem z povolání, v roce 1935 sloužil v Milovicích. V témže roce se oženil s Antonií Kopeckou, se kterou vyženil její dvouletou dceru Soňu. Manželům se ještě narodil syn Vladimír. Před rozpadem Československa působil na zpravodajském oddělení generálního štábu. Dosáhl hodnosti štábního kapitána. Krátce žil v Hostivici, kde působil jako místopředseda tamního sportovního klubu.

### Druhá světová válka
Po německé okupaci v březnu 1939 vstoupil Josef Broul do protinacistického odboje v řadách Obrany národa. Patřil ke spolupracovníkům tzv. Tří králů. Za svou činnost byl zatčen gestapem. Dne 20. července 1943 byl lidovým soudem odsouzen k trestu smrti za přípravu k velezradě a dne 8. září téhož roku za tvz. krvavých nocí popraven oběšením v berlínské věznici Plötzensee.

## Posmrtná ocenění
- Po Josefu Broulovi byla v Hostivici pojmenována jedna z ulic[3]